# 墨脱竹叶青蛇
墨脱竹叶青蛇（学名：Viridovipera medoensis）又名墨脱绿蝮，为蝰科绿蝮属的爬行动物。分布于缅甸以及中国大陆的西藏等地，常栖息于山区林荫小道上。其生存的海拔范围为1200至1400米。其种加词“medoensis”意为“西藏墨脱的”。该物种的模式产地在西藏墨脱。中国仅知分布于模式标本产地西藏聂拉木县却克苏木。
当地的部分下门巴人和部分珞巴人有下毒的习俗，墨脱竹叶青部分下门巴人制作毒药的的原料之一，但下毒的习俗在当地人间也被看做是不耻的，因此已基本消失。

## 保护
本种于2023年被收录入《有重要生态、科学、社会价值的陆生野生动物名录》。